# Giovanni XI di Costantinopoli
Giovanni XI Bekkos (anche comunemente Beccus, talvolta anche Veccus, Vekkos o Beccos; ca. 1225 – marzo 1297) è stato un arcivescovo ortodosso e teologo bizantino, che ha ricoperto la carica di Patriarca ecumenico di Costantinopoli tra il 1275 e il 1282.
È considerato il principale sostenitore greco, in epoca bizantina, della riunione delle Chiese ortodosse orientali e cattolica romana.

## Vita
Giovanni Bekkos nacque a Nicea tra gli esiliati da Costantinopoli durante il periodo di occupazione latina di quella città, e morì in prigione nella fortezza di San Gregorio vicino all'ingresso del Golfo di Nicomedia. La nostra conoscenza della vita di Bekkos deriva dai suoi stessi scritti, da scritti di storici bizantini come Giorgio Pachymeres e Niceforo Gregora, da scritti contro di lui di Gregorio II di Costantinopoli e altri, e dalle sue difese da parte di sostenitori dell'unione ecclesiastica come Costantino Meliteniota e Giorgio Metochite. La storia di Bekkos è strettamente legata alle sorti dell'Unione delle Chiese dichiarata al Secondo Concilio di Lione (1274), un'unione promossa da papa Gregorio X in Occidente e dall'imperatore Michele VIII Paleologo in Oriente. La politica unionista di Michele VIII aveva un movente largamente politico, e Bekkos inizialmente vi si oppose; ma, dopo che Michele VIII lo fece imprigionare nella Torre di Anemas per essersi espresso contro di essa, Bekkos cambiò idea (1273); una lettura di padri della chiesa orientale come san Basilio Magno, san Cirillo d'Alessandria e san Epifanio convinse Bekkos che le differenze teologiche tra la Chiesa greca e quella latina erano state esagerate. Dopo che il patriarca Giuseppe I abdicò all'inizio del 1275 a causa della sua opposizione al Concilio di Lione, Bekkos fu eletto al suo posto. Il suo rapporto con l'imperatore era talvolta burrascoso; sebbene Michele VIII dipendesse dal Bekkos per mantenere la pace del suo impero con l'Occidente, fu infastidito dalle ripetute intercessioni del Bekkos a favore dei poveri. Michele era un uomo furbo e sapeva come rendere la vita del Patriarca miserabile con varie piccole umiliazioni, fino a quando, nel marzo 1279, Bekkos se ne andò disgustato e dovette essere convinto per riprendere il suo lavoro (6 agosto 1279). Gli ultimi anni del regno di Michele VIII furono interamente occupati dalla difesa del suo impero contro la minaccia rappresentata dal re occidentale Carlo d'Angiò e, nella sua ansia di fronteggiare questa minaccia, Michele impose un "regno del terrore" contro gli oppositori dell'unione; ma non ci sono prove convincenti che Giovanni Bekkos abbia mai partecipato attivamente o sostenuto atti di persecuzione violenta.
Sebbene in precedenza nel suo patriarcato Bekkos avesse promesso di non rispondere ai pamphlet che erano stati diffusi contro l'unione ecclesiastica, negli ultimi anni del regno di Michele aveva cambiato idea su questo, e iniziò a "tenere numerosi sinodi, chiamando tutti, e raccolse libri e ne pubblicò molti altri," difendendo l'unione per motivi teologici, sostenendo la compatibilità della dottrina latina con la tradizione patristica greca. L'effetto di ciò fu quello di alienare ulteriormente la maggior parte del clero greco contro di lui; fu questa attività editoriale che in seguito servì da esplicito motivo per le accuse che gli furono mosse.
L'unione ecclesiale progettata da Michele VIII non fu mai popolare a Bisanzio e, dopo la sua morte (11 dicembre 1282), suo figlio e suo successore, Andronico II, la ripudiò. Il giorno dopo il Natale 1282, Giovanni Bekkos si ritirò in un monastero; l'ex patriarca, Giuseppe I, fu portato in città su una barella, e ne conseguì una serie di concili e incontri pubblici, guidati da un gruppo di monaci anti-unionisti. Bekkos, nel timore di una morte violenta per mano della folla, fu indotto a firmare una rinuncia formale alle sue opinioni unioniste e al suo sacerdozio (gennaio 1283), una rinuncia che in seguito rinnegò come estorta sotto coercizione, ma che fu usata contro di lui. Successivamente, Bekkos trascorse alcuni anni agli arresti domiciliari in un grande monastero di Prusa in Asia Minore. Da lì iniziò una campagna letteraria per assolversi e riuscì a far convocare un concilio per riesaminare il suo caso; ebbe luogo nel palazzo imperiale di Blachernae a Costantinopoli, riunendosi in diverse sessioni da febbraio ad agosto nel 1285. Sebbene il Concilio di Blachernae riaffermasse la precedente condanna di Bekkos, in seguito al concilio Bekkos, con una serie di scritti, riuscì a screditare tanto la dichiarazione dogmatica contro di lui (il Tomus del 1285) da far dimettere il suo autore principale, il patriarca Gregorio II(1289). Bekkos la considerò come una conferma della propria posizione. Trascorse i restanti anni della sua vita in prigione nella fortezza di San Gregorio, revisionando i suoi scritti, mantenendo rapporti amichevoli con l'imperatore e importanti uomini della chiesa bizantina, ma riluttante a rinunciare alle sue opinioni unioniste; morì nel 1297.

## Pensiero
La base della disputa di Giovanni Bekkos con i suoi contemporanei era un disaccordo con loro sulle implicazioni di una tradizionale formula patristica, secondo cui lo Spirito Santo procede dal Padre attraverso il Figlio (in greco, διὰ τοῦ Υἱοῦ). Già nel IX secolo, questa espressione veniva interpretata in due direzioni diverse: gli scrittori latini la consideravano implicita nella dottrina agostiniana secondo cui lo Spirito Santo procede dal Padre e dal Figlio (Filioque); gli autori greci, in particolare dall'epoca del patriarca Fozio in poi, riteneva coerente l'idea che lo Spirito Santo procede dal solo Padre. Il Bekkos era inizialmente d'accordo con la visione di Fozio, ma la sua lettura dei Padri della Chiesa e degli scrittori greci medievali come Niceforo Blemmydes e Niceta di Maroneia, gli fece cambiare idea. Gran parte dello scontro tra Giovanni XI Bekkos e Gregorio II è stato un dibattito sul significato dei testi di San Cirillo e di altri padri, la cui formulazione (lo Spirito "esiste dal Figlio"; lo Spirito "scaturisce eternamente" dal Figlio, ecc. ) Bekkos considerava coerente con la dottrina latina, mentre Gregorio di Cipro interpretava tali testi come necessariamente riferiti a una manifestazione eterna dello Spirito Santo attraverso o dal Figlio. Questo dibattito del XIII secolo ha una notevole rilevanza per le discussioni ecumeniche odierne tra la Chiesa ortodossa e la Chiesa cattolica romana.

## Opere
La maggior parte degli scritti di Bekkos si trovano nel vol. 141 di J.P. Migne Patrologia Graeca, anche se alcuni rimangono ancora inediti. Migne ristampa le edizioni seicentesche di Leone Allacci; una re-edizione più affidabile fu prodotta da H. Laemmer nel diciannovesimo secolo (Scriptorum Graeciae orthodoxae bibliotheca selecta, Freiburg, 1864), ma anche questa edizione manca di riferimenti per le numerose citazioni patristiche di Bekkos. Solo pochi e brevi scritti di Bekkos hanno ricevuto edizioni moderne e critiche. Uno di questi è la sua opera De pace ecclesiastica ("Sulla pace ecclesiastica"), trovata in V. Laurent e J. Darrouzès, Dossier Grec de l'Union de Lyon, 1273–1277 (Parigi, 1976); in esso, Bekkos critica le fondamenta dello scisma tra le Chiese solo per motivi storici, sottolineando che il Patriarca Fozio ha scelto di lanciare una campagna contro la dottrina latina dopo che la sua pretesa di legittimo Patriarca di Costantinopoli è stata respinta da Papa Niccolò I.
Alcune delle opere più importanti di Bekkos sono le seguenti:
- Sull'unione e la pace delle chiese della vecchia e della nuova Roma (PG 141, 15–157): quest'opera riassume le principali argomentazioni patristiche di Bekkos e confuta le argomentazioni di quattro critici bizantini della teologia cristiana latina (Fozio, Giovanni Furne, Nicola di Metone, Teofilatto della Bulgaria).
- Epigrafi (PG 141, 613–724): un'antologia di testi patristici disposti sotto tredici "titoli di capitoli", che presentano una discussione collegata sulla compatibilità delle dottrine greche e latine a proposito della processione dello Spirito Santo; 160 anni dopo, fu determinante nel convincere Bessarione, al Concilio di Firenze, che la dottrina latina fosse ortodossa.
- Orazioni I e II sulla sua deposizione (PG 141, 949–1010): il racconto del Bekkos sugli eventi durante i tumultuosi sinodi degli inizi del 1283.
- De libris suis ("Opere proprie") (PG 141, 1019–1028): un lavoro breve, ma essenziale per la storia critica dei testi di Bekkos. In esso, Bekkos discute i principi che regolarono la sua revisione delle sue opere in un'edizione che scrisse a mano mentre era in prigione.
- Confutazione del "Tomo" di Giorgio di Cipro (PG 141, 863-923) e Quattro libri a Costantino Melitenioti (PG 141, 337–396): la critica di Bekkos al suo antagonista Gregorio II.